# 平方町

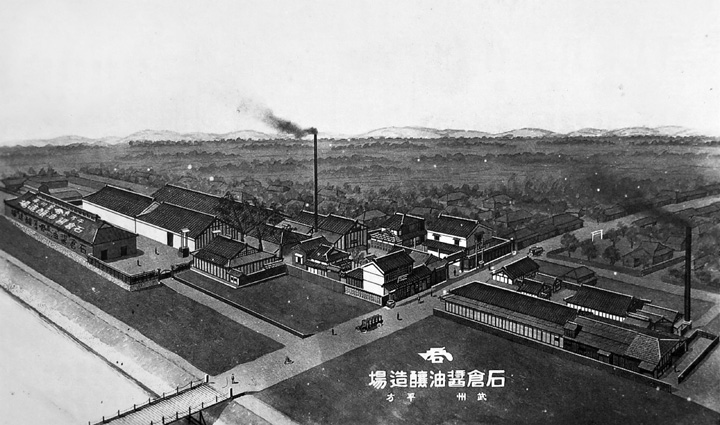
平方村石倉醤油醸造場

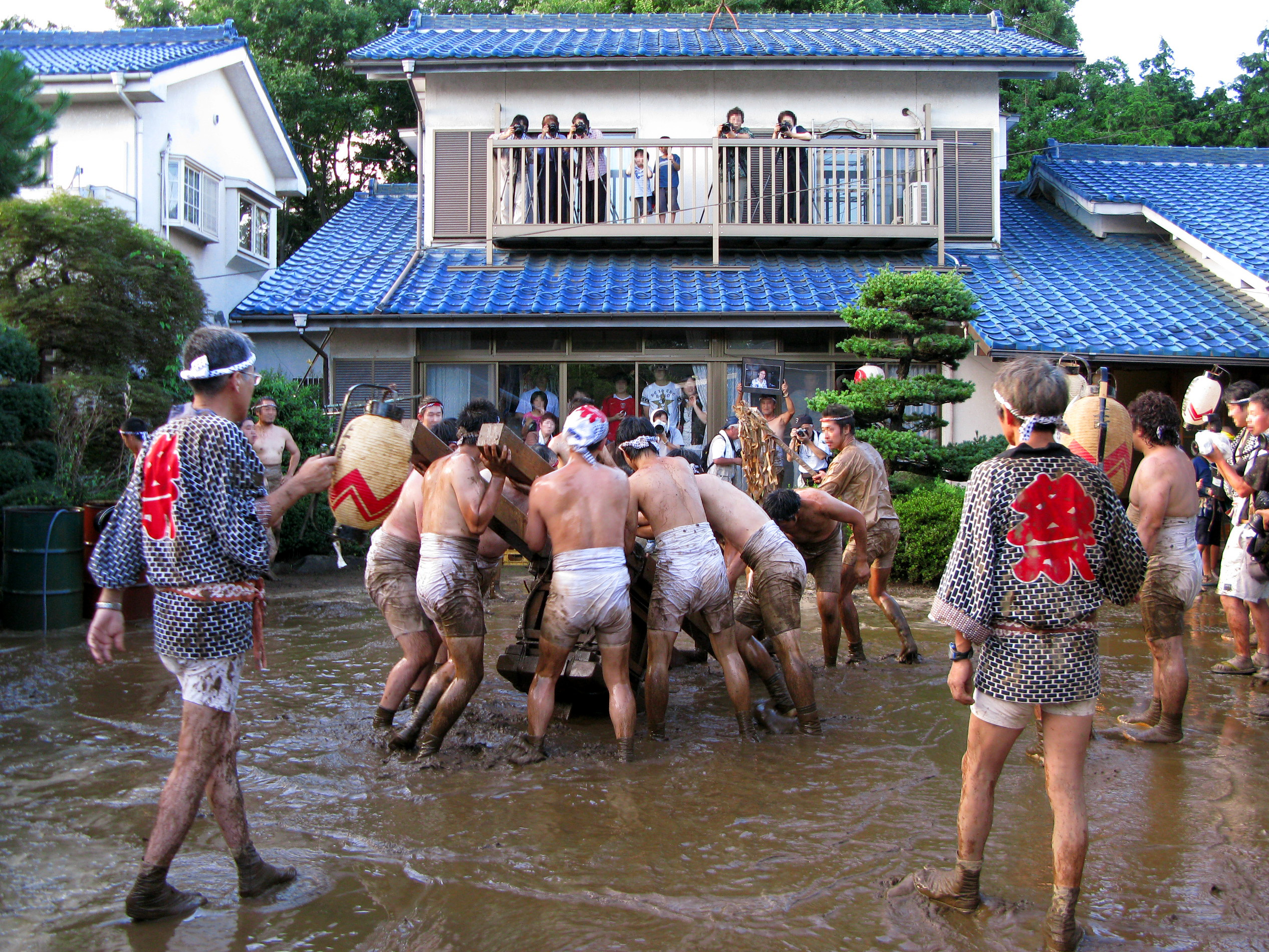
平方のどろいんきょ

平方町（ひらかたまち）は、埼玉県北足立郡にあった町。現在の上尾市南西部にあたる。
江戸時代から明治時代に荒川の平方河岸が賑わった、畑作中心の農村地帯であった。

## 地理
上尾市の平方地区にあたる。平方町は、指扇村に向けて南に細長く突き出た部分をもっていた。このうち先端部（平方領領家の一部）は、合併後の1982年11月1日に上尾市から大宮市に変更になり、現在ではさいたま市西区の一部になっている。
関東平野の中にある大宮台地の西の端に位置し、西で荒川に面する。西部が荒川沿いの低地で、東部が台地である。山はない。また荒川対岸の現川越市東本宿に飛び地があるが、かつてこの飛び地には屏風沼という水源があった。
- 河川 - 荒川・上尾中堀川・浅間川・長堀

### 隣接していた自治体
（括弧内は現在の自治体）
- 北足立郡
  - 大石村（上尾市）
  - 大谷村（上尾市）
  - 指扇村（さいたま市）
- 入間郡
  - 古谷村（川越市）
  - 芳野村（川越市）
- 比企郡
  - 川島村（川島町）

## 歴史
武蔵国足立郡平方領に属し、平方村・上野村・上野本郷村・（平方領）領家村・貝塚村があった。このうち平方村に荒川の河岸（平方河岸）があって、渡し場を兼ねていた。南北の荒川水運と東西の上尾・川越間陸路が交差する場所にあり、町並みが形成され、人口は約1,300人ほどあった。これは当時の上尾宿より少し多い。清酒・味噌の手工業があった。江戸時代、明治時代の平方は、川沿いの低地で水田を作ったほかは、大麦の畑作を中心にした農村地帯であった。
平方河岸は明治時代になっても続いたが、1883年（明治16年）に鉄道が開通するとこれに輸送を奪われて衰退していった。また、同年に初めて架けられた開平橋は、上尾・川越間の陸上交通を便利にしたが、水運には打撃となった。人口は1876年（明治9年）に平方村単独で1,226人、合併5村をあわせて1,823人あり、1915年（大正4年）には3,013人に伸びたが、その後伸びは鈍化した。大正時代から1930年代には養蚕が盛んになり、製糸工場が二つできたが、工場は1923年（大正12年）の関東大震災で壊滅して再建されなかった。
1928年（昭和3年）に町制を施行したが、人口は減少傾向を続けていた。1955年（昭和30年）、いわゆる昭和の大合併による合併機運が高まる中、上尾町など3町3村で合併し上尾町となった。合併後、1961年（昭和36年）から小規模な工場が立ち始め、1970年頃から耕地が減少して住宅が増え始めた。2005年4月1日に平方地区の人口（住民基本台帳）は9,333人になった。

## 沿革
- 1869年（明治2年）
  - 1月28日 (旧暦) - 武蔵知県事・宮原忠治の管轄区域をもって大宮県が発足（県庁は日本橋馬喰町）。
  - 9月29日 (旧暦) - 県庁が浦和に移転し、大宮県から浦和県に改称。
- 1871年（明治4年）11月14日 (旧暦) - 浦和県・忍県・岩槻県の3県が合併して埼玉県が誕生。
- 1879年（明治12年） - 足立郡の区域をもって行政区画としての北足立郡が発足。郡役所は浦和宿に設置。貝塚村が北足立郡内での同名村との区別のため、西貝塚村となる（東は現川口市の東貝塚）[4]。
- 1885年（明治18年）- 上尾と川越を結ぶ道路を改良して県道（現在の埼玉県道51号川越上尾線）として開通する[5]。
- 1889年（明治22年）4月1日 - 町村制施行に伴い、北足立郡上野村・上野本郷村・西貝塚村・平方村・平方領領家村の区域をもって平方村が成立する[6]。旧平方村は大字平方になる。このとき唯一中釘村連合に属した西貝塚村は難色を示し、歴史的な経緯から指扇村への合併を希望したが、距離が近い平方に付けられた[7]。村役場が連合戸長役場と同じ場所（氷川神社（現橘神社）東側）に置かれる[8]。
- 1900年（明治33年）- 平方村と大石村の境に荒川の八塚堤防が築かれる[9]。
- 1908年（明治41年）- 村役場が下宿東谷に所在する雷電社跡地[8]に移転される。
- 1921年（大正10年）6月 - 金銭問題により村長の排斥運動が起こり、引責辞任する[10]。
- 1923年（大正12年）9月 - 関東大震災が発生、町内では製糸場の煙突倒壊で2名の死者を出すほか、平方尋常高等小学校（現、上尾市立平方小学校）の校舎が一部損壊し、墓石や神社の灯籠が倒れる被害を出した[2]。また荒川の八塚堤防に多数の亀裂が入り、八塚樋管が損傷する被害も出る[11]
- 1924年（大正13年）
  - 4月15日 - 平方尋常高等小学校の校内に「平方村図書館」を設置し、開館する[12]。
  - 7月15日 - 平方村の「川越上尾線」より北上し、大石村を経由して桶川町に至る村内の道路を「平方桶川線」（路線番号226、現在の埼玉県道57号さいたま鴻巣線の前身）として県道に編入する[13][14]。
- 1928年（昭和3年）11月1日 - 町制施行により平方町となる[15][16]。大字平方1674番地（平方小学校の川越街道を挟んだ向かい側）に町役場を開設する[8]。同年11月5日10時に町制記念祝賀会が平方小学校にて挙行され、余興の芝居や花火なども行われる[16]。
- 1943年（昭和18年）1月 - 上尾町の実行委員は平方町ほか大谷村・大石村に上尾町へ合併の交渉を行なったが[17]、結果は不調に終わった[18]。
- 1948年（昭和23年）
  - 2月5日 - 大宮地区警察署（自治体警察）平方巡査部長派出所が設置される。監督区域は平方町・大石村・大谷村であった[19]。
  - 5月10日 - 平方農業協同組合が平方1677-1の場所に設立される[20]。
- 1949年（昭和24年）- 平方町立診療所を開設するため、町役場の庁舎を改造して使用したことに伴い、平方小学校の敷地内に町役場を移転する[8]。
- 1955年（昭和30年）1月1日 - 町村合併促進法の施行に伴い、上尾町・腹市町・大石村・大谷村・上平村と新設合併し、改めて上尾町が発足[15]。同日平方町廃止。

## 歴代村長・町長
| 代                  | 氏名       | 就任年月日                 | 退任年月日                 | 備考                       |
| ------------------- | ---------- | -------------------------- | -------------------------- | -------------------------- |
| 初代村長            | 石川金太郎 | 1889年（明治22年）         |                            | 退任日不明                 |
| 二代村長            | 石川金太郎 | 1893年（明治26年）6月5日   | 1898年（明治31年）10月26日 |                            |
| 三代村長            | 新木伸造   | 1898年（明治31年）10月27日 | 1902年（明治35年）10月26日 |                            |
| 四代村長            | 関根善太郎 | 1902年（明治35年）11月4日  | 1906年（明治39年）2月26日  |                            |
| 五代村長            | 町田倉造   | 1906年（明治39年）7月3日   | 1908年（明治41年）5月9日   |                            |
| 六代村長            | 石川金太郎 | 1908年（明治41年）5月28日  | 1908年（明治41年）9月22日  |                            |
| 七代村長            | 関根善太郎 | 1908年（明治41年）10月9日  | 1912年（大正元年）10月18日 |                            |
| 八代村長            | 永島満蔵   | 1912年（大正元年）12月12日 | 1913年（大正2年）9月5日    |                            |
| 九代村長            | 永島英智   | 1913年（大正2年）10月5日   | 1917年（大正6年）9月25日   |                            |
| 十代村長            | 関根善太郎 | 1917年（大正6年）10月4日   | 1920年（大正9年）1月8日    |                            |
| 十一代村長          | 石川久次   | 1920年（大正9年）2月5日    | 1921年（大正10年）6月11日  |                            |
| 十二代村長          | 秋山次郎助 | 1921年（大正10年）7月16日  | 1923年（大正12年）8月13日  |                            |
| 十三代村長          | 秋山次郎助 | 1924年（大正13年）2月16日  | 1928年（昭和3年）1月10日   |                            |
| 十四代村長/初代町長 | 鈴木太重郎 | 1928年（昭和3年）3月7日    | 1932年（昭和7年）3月6日    | 任期中に町制施行、以下町長 |
| 二代町長            | 永島荘次   | 1932年（昭和7年）4月11日   | 1936年（昭和11年）4月10日  |                            |
| 三代町長            | 永島荘次   | 1936年（昭和11年）4月17日  | 1940年（昭和15年）4月16日  |                            |
| 四代町長            | 永島金作   | 1940年（昭和15年）10月19日 | 1942年（昭和17年）4月17日  |                            |
| 五代町長            | 市川一次   | 1942年（昭和17年）12月4日  | 1946年（昭和21年）2月28日  |                            |
| 六代町長            | 石川仁郎   | 1946年（昭和21年）3月19日  | 1947年（昭和22年）4月6日   |                            |
| 七代町長            | 石川仁郎   | 1947年（昭和22年）4月7日   | 1951年（昭和26年）4月4日   | 地方自治法施行後初の町長   |
| 八代町長            | 岡田孝二郎 | 1951年（昭和26年）4月24日  | 1953年（昭和28年）5月20日  |                            |
| 九代町長            | 永島荘次   | 1953年（昭和28年）6月11日  | 1954年（昭和29年）12月31日 |                            |

※ 以上出典は『上尾百年史』170-172頁および186頁。